# Paulo Sérgio Silvestre do Nascimento
Paulo Sérgio Silvestre do Nascimento známý jako Paulo Sérgio (* 2. června 1969, São Paulo) je bývalý brazilský fotbalový útočník a reprezentant. Hrál na levém křídle. Mimo rodnou Brazílii působil jako hráč v Německu, Itálii a Spojených arabských emirátech.
Je mistrem světa z roku 1994 v USA po finálové výhře v penaltovém rozstřelu nad Itálií.
Celkem odehrál za Seleção (brazilský národní tým) 12 zápasů (vstřelil 2 góly) v letech 1991–1994.
S Bayernem Mnichov vyhrál Ligu mistrů UEFA 2000/01, Interkontinentální pohár 2001, dvakrát německou Bundesligu (2000, 2001), jednou DFB-Pokal (2000) a jednou DFB-Ligapokal (1999).